# Charles Breydel
Charles Breydel (Brugge, 10 september 1769 - Falmagne, 31 augustus 1790) was een officier in het Patriottenleger van de Verenigde Belgische Staten. Hij sneuvelde in de Ardennen en werd als een held in Brugge vereerd.

## Familie
De familie Breydel had in Brugge en het Brugse Vrije een aanzienlijke status, die vooral te wijten  was aan de eerste 'vedette' van de familie, de held van 1302 Jan Breydel. Het is wel niet waarschijnlijk dat de Breydels uit latere eeuwen, leden van het vleeshouwersambacht of van het stadsbestuur, van hem afstamden, maar er werd toch een verwantschap verondersteld en die was er waarschijnlijk ook wel.
Niet alleen de naamdragers genoten hierdoor aanzien, ook de afstammelingen langs vrouwelijke zijden hielden er aan te beklemtonen dat ze tot de grote Breydelfamilie behoorden. Onder hen bevonden zich heel wat personaliteiten die op plaatselijk, regionaal of zelfs nationaal vlak een rol speelden. 
De voornaamste leden in de achttiende en negentiende eeuw waren:
- François-Adrien Breydel (1680-1725) x Marie Hoort ( -1714), xx Barbara de Later ( -1735)
  - Pierre-Robert Breydel ( -1753), huisarts, x Marie-Catherine Ysenbaert ( -1733), xx Ferdinandine Zoetaert
    - Ferdinande Breydel (1739-1803) x Charles-Joseph Verhulst (1736-1807), advocaat
      - Philippe Verhulst (1777-1858), schepen van Brugge, x Anne-Elisabeth d'Herbe (1773-1815), xx Marie-Agnès van de Poele (1787-1848)
        - Caroline Verhulst (1821-1876) x Ernest van Huele (1809-1883), beiden weldoeners van de Onze-Lieve-Vrouw-Geboorte en Sint-Philippuskerk, een bedevaartsoord in Vivenkapelle

  - Franciscus-Jozef Breydel (1716-1760), x Elisabeth-Isabelle Canneel, xx Isabelle De Smidt (Watervliet, 1685-)
    - Clément-François Breydel (1738-1783) x Marie van Vyve (1738-1809) 
      - Louis-Clément Breydel (1760-1828) x Anne-Dorothée De Zutter (1781-1860)
        - Louis-Albert Breydel (1810-1844) x Mathilde Louwaege (1818-1877)
          - Louis-Jacques Breydel (1837-1906) x Hélène de Meyer (1836-1894), dochter van de Napoleontische arts en chirurg Isaac De Meyer

        - Charles-Joseph Breydel-de Brock (1811-1884) x Honorine De Brock (1819-1896)
          - Charles-Jacques Breydel (1838-1908) x Emma de Witte (1832-1896)

      - Françoise Breydel (1764-1852) x Bruno De Witte (1753-1828)
        - Louis de Witte (1799-1831) x Anne Lassabe (1804-1862)
          - Louis de Witte (1822-1897), luitenant-generaal, x Elisa du Jardin (1828-1919)
            - Léon de Witte de Haelen (1857-1933), luitenant-generaal, x Berthe Lysen (1863-1917)

        - Rosalie de Witte (1805-1890), x Petrus Gilliodts (1794-1859)
          - Louis Gilliodts-van Severen, stadsarchivaris van Brugge

    - Carolus-Jozefus Breydel (Brugge, 1745 - Gent, 1780) x Catharina Van Vyve (Brugge, 1744 - Parijs, 1822)
      - François-Liévin Breydel (1764-1831) x Caroline Haemers (1780-1811)
      - Charles Breydel (1769-1790), de patriottenheld
      - Isabelle Breydel (1774-1851) x ridder François Busschop (1763-1840)
        - Jules Busschop (1810-1896), componist

      - Joséphine Breydel (1776-1839) x Jan Van de Putte (1777-1819)

    - Iabelle Breydel (1751-1782) x Patrice-Mathieu Beaucourt de Noordvelde (1746-1784)
      - Charles Beaucourt (1773-1846), notaris en burgemeester van Oostkamp

    - Petronilla Breydel (1744-1821) x Charles-Emmanuel van Vyve (1737-1815), jeneverstoker
      - Isabelle van Vyve (1773-1848) x Joseph Devaux (1766-1804), arts
        - Charles Devaux (1797-1861), provinciaal griffier, liberaal voorman, x Emilie-Emmanuelle Chantrell (1805-1864)
        - Julie Devaux (1796- ) x Jacques-Guillaume Du Jardin (1784-1846), schepen van Brugge
          - Julie Du Jardin (1818-1875) x Jules Boyaval (1814-1879), burgemeester van Brugge

## Levensloop
Charles Breydel was een zoon uit een huwelijk Breydel-Van Vyve, het is te zeggen uit twee voorname families die het Brugse vleeshouwersambacht beheersten. Beide families beschikten over uitgestrekte landbouwgronden, waarop ze het vee kweekten dat ze voor hun handel nodig hadden.
Charles behoorde tot het schermersgilde van Sint-Michiel en toen de revolutietijd aanbrak behoorde hij tot de eersten om zich voor het Brugse patriottenkorps aan te melden en als officier en leider op te treden. Toen het patriottenleger tot stand kwam, trad hij in mei 1790 toe als onderluitenant in de compagnie van Brugse vrijwilligers-dragonders. Enkele weken later werd hij eerste luitenant in het regiment van Cumptich, gekend als eerste dragonders van Vlaanderen.
Hij nam deel aan gevechten tussen de Oostenrijkse troepen en het eerder onsamenhangende patriottenleger. De Oostenrijkers bevonden zich in de aanval en hadden het leger van de patriotten teruggedrongen tot in de omgeving van Namen. Het kwam tot een treffen in Falmagne en Breydel werd er dodelijk getroffen door een kanonschot. Hoewel het de laatste stuiptrekkingen waren van het patriottenleger, beschouwde Hendrik van der Noot de slag als door hen gewonnen, omdat ook de aanvoerder van de Oostenrijkers, generaal-majoor von Bleckhem, tijdens dit gevecht gesneuveld was. Enkele dagen later was de strijd definitief door de Oostenrijkers gewonnen.

## Verering
De moeder van Charles Breydel ontving een brief van de legercommandant Rens, waarin hij meedeelde dat haar zoon gesneuveld was. De opschudding hierover in Brugge was groot. De jonge man van nauwelijks eenentwintig werd een nationale held.
Het stoffelijk overschot werd naar Brugge overgebracht en de uitvaart greep met grote plechtigheid plaats in de Sint-Walburgakerk. Dat de gesneuvelde de naam Breydel droeg, was een supplementaire reden om er een evenement van te maken. Burgemeester Robert Coppieters en al wie enig aanzien had in de stad, woonde de uitvaart bij.
Het was ingevolge dit overlijden dat het Werk der Patriotten werd opgericht. Eerst in herinnering aan Charles Breydel, weldra ter ere van alle gesneuvelden in opeenvolgende oorlogen. De vereniging was nog steeds actief in de eenentwintigste eeuw.